# Lin Guanghao
Lin Guanghao (* 14. August 1959) ist ein ehemaliger chinesischer Skilangläufer.
Lin startete international erstmals bei den Olympischen Winterspielen 1980 in Lake Placid und belegte dort den 50. Platz über 15 km. Bei den nordischen Skiweltmeisterschaften 1982 in Oslo errang er den 62. Platz über 15 km. Zwei Jahre später lief er bei den Olympischen Winterspielen in Sarajevo auf den 68. Platz über 15 km und zusammen mit Song Shi, Li Xiaoming und Zhu Dianfa auf den 15. Rang in der Staffel.